# Louis Stoop
Louis Stoop (Borgerhout, 1896. május 11. – Boechout, 1970. november 6.) olimpiai ezüstérmes belga tornász.
Az első világháború után az 1920. évi nyári olimpiai játékokon indult, és mint tornász versenyzett. Csapat összetettben ezüstérmes lett.